# Cornus multinervosa
Cornus multinervosa är en kornellväxtart som först beskrevs av Antonina Ivanovna Pojarkova, och fick sitt nu gällande namn av Q.Y. Xiang. Cornus multinervosa ingår i släktet korneller, och familjen kornellväxter. Inga underarter finns listade i Catalogue of Life.